# Graminella barinasensis
Graminella barinasensis är en insektsart som beskrevs av Freytag 1989. Graminella barinasensis ingår i släktet Graminella och familjen dvärgstritar. Inga underarter finns listade i Catalogue of Life.